# Addison (Texas)
Addison és una població dels Estats Units a l'estat de Texas. Segons el cens del 2000 tenia 14.166 habitants.

## Demografia
Segons el cens del 2000, Addison tenia 14.166 habitants, 7.621 habitatges, i 3.078 famílies. La densitat de població era de 1.234,7 habitants/km².
Dels 7.621 habitatges en un 17,2% hi vivien nens de menys de 18 anys, en un 28,9% hi vivien parelles casades, en un 7,5% dones solteres, i en un 59,6% no eren unitats familiars. En el 49,2% dels habitatges hi vivien persones soles el 3,1% de les quals corresponia a persones de 65 anys o més que vivien soles. El nombre mitjà de persones vivint en cada habitatge era d'1,86 i el nombre mitjà de persones que vivien en cada família era de 2,74.
Per edats la població es repartia de la següent manera: un 16% tenia menys de 18 anys, un 12,3% entre 18 i 24, un 47,8% entre 25 i 44, un 19,3% de 45 a 60 i un 4,7% 65 anys o més.
L'edat mediana era de 32 anys. Per cada 100 dones de 18 o més anys hi havia 109,8 homes.
La renda mediana per habitatge era de 48.566$ i la renda mediana per família de 53.386$. Els homes tenien una renda mediana de 36.977$ mentre que les dones 32.452$. La renda per capita de la població era de 38.606$. Aproximadament el 6,2% de les famílies i el 7,7% de la població estaven per davall del llindar de pobresa.

## Poblacions més properes
El següent diagrama mostra les poblacions més properes.